# Liste des espèces d'oiseaux de Guyane

## A
- Agami trompette (Psophia crepitans)
- Aigle noir et blanc (Spizastur melanoleucus)
- Aigle orné (Spizaetus ornatus)
- Aigle tyran (Spizaetus tyrannus)
- Aigrette bleue (Egretta caerulea)
- Aigrette neigeuse (Egretta thula)
- Aigrette tricolore (Egretta tricolor)
- Alapi à cravate noire (Myrmoderus ferrugineus)
- Alapi à menton noir (Hypocnemoides melanopogon)
- Alapi à sourcils blancs (Myrmoborus leucophrys)
- Alapi à tête noire (Percnostola rufifrons)
- Alapi à ventre blanc (Myrmeciza longipes). Rare/Accidentel.
- Alapi carillonneur (Hypocnemis cantator)
- Alapi de Buffon (Myrmeciza atrothorax)
- Alapi paludicole (Sclateria naevia)
- Alapi ponctué (Myrmelastes leucostigma)
- Albatros à nez jaune (Thalassarche chlororhynchos). Rare/Accidentel.
- Amazone à front jaune (Amazona ochrocephala)
- Amazone aourou (Amazona amazonica)
- Amazone de Dufresne (Amazona dufresniana). Endémique  (pays).  Quasi menacé.
- Amazone poudrée (Amazona farinosa)
- Anabate à couronne rousse (Automolus rufipileatus)
- Anabate à croupion roux (Philydor erythrocercus)
- Anabate à gorge fauve (Automolus ochrolaemus)
- Anabate des palmiers (Berlepschia rikeri)
- Anabate flamboyant (Philydor pyrrhodes)
- Anabate olivâtre (Automolus infuscatus)
- Anabate rougequeue (Philydor ruficaudatus)
- Anabate rubigineux (Clibanornis rubiginosus)
- Anhinga d'Amérique (Anhinga anhinga)
- Ani à bec lisse (Crotophaga ani)
- Ani des palétuviers (Crotophaga major)
- Ara bleu (Ara ararauna)
- Ara chloroptère (Ara chloroptera)
- Ara macavouanne (Orthopsittaca manilata)
- Ara noble (Diopsittaca nobilis). Rare/Accidentel.
- Ara rouge (Ara macao)
- Ara vert (Ara severa)
- Araçari grigri (Pteroglossus aracari)
- Araçari vert (Pteroglossus viridis)
- Araguira gris (Coryphospingus pileatus). Rare/Accidentel.
- Araponga blanc (Procnias alba)
- Ariane à poitrine blanche (Agyrtria brevirostris)
- Ariane de Linné (Polyerata fimbriata)
- Ariane vert-doré (Agyrtria leucogaster)
- Attila à croupion jaune (Attila spadiceus)
- Attila cannelle (Attila cinnamomeus)
- Aulia à ventre pâle (Rhytipterna immunda)
- Aulia cendré (Laniocera hypopyrra)
- Aulia grisâtre (Rhytipterna simplex)
- Autour à ventre gris (Accipiter poliogaster). Rare/Accidentel.

## B
- Balbuzard pêcheur (Pandion haliaetus)
- Barbacou à croupion blanc (Chelidoptera tenebrosa)
- Barbacou noir (Monasa atra)
- Barbacou rufalbin (Nonnula rubecula). Rare/Accidentel.
- Barge hudsonienne (Limosa haemastica). Rare/Accidentel.
- Batara à gorge noire (Frederickena viridis)
- Batara ardoisé (Thamnomanes ardesiacus)
- Batara cendré (Thamnomanes caesius)
- Batara d'Amazonie (Thamnophilus amazonicus)
- Batara de Cayenne (Sakesphorus melanothorax). Endémique  (pays) .
- Batara demi-deuil (Thamnophilus nigrocinereus)
- Batara étoilé (Pygiptila stellaris). Rare/Accidentel.
- Batara fascié (Cymbilaimus lineatus)
- Batara huppé (Sakesphorus canadensis)
- Batara rayé (Thamnophilus doliatus)
- Batara souris (Thamnophilus murinus)
- Batara tacheté (Thamnophilus punctatus)
- Bécarde à ailes blanches (Pachyramphus polychopterus)
- Bécarde à calotte noire (Pachyramphus marginatus)
- Bécarde cendrée (Pachyramphus rufus)
- Bécarde de Lesson (Pachyramphus minor)
- Bécarde du Surinam (Pachyramphus surinamus)
- Bécasseau à croupion blanc (Calidris fuscicollis)
- Bécasseau à échasses (Calidris himantopus)
- Bécasseau à poitrine cendrée (Calidris melanotos)
- Bécasseau d'Alaska (Calidris mauri)
- Bécasseau de Baird (Calidris bairdii). Rare/Accidentel.
- Bécasseau maubèche (Calidris canutus)
- Bécasseau minuscule (Calidris minutilla)
- Bécasseau roussâtre (Tryngites subruficollis). Rare/Accidentel. Quasi menacé.
- Bécasseau sanderling (Calidris alba)
- Bécasseau semipalmé (Calidris pusilla)
- Bécasseau variable (Calidris alpina). Rare/Accidentel.
- Bécassin à long bec (Limnodromus scolopaceus). Rare/Accidentel.
- Bécassin roux (Limnodromus griseus)
- Bécassine de Wilson (Gallinago delicata)
- Bécassine géante (Gallinago undulata). Rare/Accidentel.
- Bécassine sud-américaine (Gallinago paraguaiae)
- Bec-en-ciseaux noir (Rynchops niger)
- Bihoreau gris (Nycticorax nycticorax)
- Bihoreau violacé (Nyctanassa violacea)
- Blongios varié (Ixobrychus involucris)
- Bruant chingolo (Zonotrichia capensis)
- Bruant des savanes (Ammodramus humeralis)
- Busard de Buffon (Circus buffoni)
- Buse à face noire (Leucopternis melanops)
- Buse à gros bec (Buteo magnirostris)
- Buse à queue barrée (Buteo albonotatus)
- Buse à queue blanche (Buteo albicaudatus)
- Buse à queue courte (Buteo brachyurus)
- Buse à tête blanche (Busarellus nigricollis)
- Buse ardoisée (Leucopternis schistaceus)
- Buse blanche (Leucopternis albicollis)
- Buse buson (Buteogallus aequinoctialis)
- Buse cendrée (Asturina nitida)
- Buse échasse (Geranospiza caerulescens)
- Buse noire (Buteogallus anthracinus)
- Buse roussâtre (Buteogallus meridionalis)
- Buse solitaire (Harpyhaliaetus solitarius). Rare/Accidentel.
- Buse urubu (Buteogallus urubitinga)
- Butor mirasol (Botaurus pinnatus)

## C
- Cabézon tacheté (Capito niger)
- Caïque à queue courte (Graydidascalus brachyurus)
- Caïque à tête noire (Pionopsitta caica)
- Caïque maïpourri (Pionites melanocephala)
- Calliste diable-enrhumé (Tangara mexicana)
- Calliste passevert (Tangara cayana)
- Calliste rouverdin (Tangara gyrola)
- Calliste septicolore (Tangara chilensis)
- Calliste syacou (Tangara punctata)
- Calliste tacheté (Tangara varia). Rare/Accidentel.
- Calliste tiqueté (Tangara guttata). Rare/Accidentel.
- Calliste varié (Tangara velia)
- Campyloptère à ventre gris (Campylopterus largipennis)
- Canard-à-bosse bronzé (Sarkidiornis melanotos). Rare/Accidentel.
- Canard d'Amérique (Anas americana). Rare/Accidentel.
- Canard des Bahamas (Anas bahamensis)
- Canard musqué (Cairina moschata)
- Canard pilet (Anas acuta). Rare/Accidentel.
- Canard souchet (Anas clypeata). Rare/Accidentel.
- Caracara à gorge rouge (Ibycter americanus)
- Caracara à tête jaune (Milvago chimachima)
- Caracara du Nord (Caracara cheriway). Rare/Accidentel.
- Caracara noir (Daptrius ater)
- Cardinal à poitrine rose (Pheucticus ludovicianus). Rare/Accidentel.
- Cardinal érythromèle (Periporphyrus erythromelas)
- Cardinal flavert (Caryothraustes canadensis)
- Carnifex à collier (Micrastur semitorquatus)
- Carnifex à gorge cendrée (Micrastur gilvicollis)
- Carnifex ardoisé (Micrastur mirandollei)
- Carnifex barré (Micrastur ruficollis)
- Carouge à calotte rousse (Chrysomus ruficapillus). Rare/Accidentel.
- Carouge à capuchon (Chrysomus icterocephalus)
- Carouge loriot (Gymnomystax mexicanus)
- Cassique cul-jaune (Cacicus cela)
- Cassique cul-rouge (Cacicus haemorrhous)
- Cassique huppé (Psarocolius decumanus)
- Cassique vert (Psarocolius viridis)
- Caurale soleil (Eurypyga helias)
- Chevalier grivelé (Actitis macularia)
- Chevalier semipalmé (Catoptrophorus semipalmatus)
- Chevalier solitaire (Tringa solitaria)
- Chevêche des terriers (Athene cunicularia)
- Chevêchette brune (Glaucidium brasilianum)
- Chevêchette d'Amazonie (Glaucidium hardyi)
- Chouette à lunettes (Pulsatrix perspicillata)
- Chouette huhul (Ciccaba huhula)
- Chouette mouchetée (Ciccaba virgata). Rare/Accidentel.
- Cigogne maguari (Ciconia maguari). Rare/Accidentel.
- Colibri à menton bleu (Chlorostilbon notatus)
- Colibri améthyste (Calliphlox amethystina). Rare/Accidentel.
- Colibri avocette (Avocettula recurvirostris)
- Colibri corinne (Heliomaster longirostris)
- Colibri guaïnumbi (Polytmus guainumbi)
- Colibri hirondelle (Eupetomena macrourus). Rare/Accidentel.
- Colibri jacobin (Florisuga mellivora)
- Colibri oreillard (Heliothryx aurita)
- Colibri rubis-topaze (Chrysolampis mosquitus)
- Colibri topaze (Topaza pella)
- Colibri tout-vert (Polytmus theresiae)
- Colin huppé (Colinus cristatus)
- Colombe à front gris (Leptotila rufaxilla)
- Colombe à queue noire (Columbina passerina)
- Colombe bleutée (Claravis pretiosa). Rare/Accidentel.
- Colombe de Verreaux (Leptotila verreauxi)
- Colombe écaillée (Columbina squammata) Rare/Accidentel
- Colombe pygmée (Columbina minuta)
- Colombe rousse (Columbina talpacoti)
- Colombe rouviolette (Geotrygon montana)
- Combattant varié (Philomachus pugnax) Rare/Accidentel
- Conirostre bicolore (Conirostrum bicolor)
- Conirostre cul-roux (Conirostrum speciosum)
- Conopophage à oreilles blanches (Conopophaga aurita)
- Conure couronnée (Aratinga aurea). Rare/Accidentel.
- Conure cuivrée (Aratinga pertinax)
- Conure pavouane (Aratinga leucophthalmus)
- Conure soleil (Aratinga solstitialis) Rare/Accidentel
- Conure versicolore (Pyrrhura picta)
- Coq-de-roche orange (Rupicola rupicola)
- Coquette à raquettes (Discosura longicauda)
- Coquette huppe-col (Lophornis ornatus)
- Coracine à col nu (Gymnoderus foetidus)
- Coracine chauve (Perissocephalus tricolor)
- Coracine noire (Querula purpurata)
- Coracine rouge (Haematoderus militaris). Rare/Accidentel.
- Cormoran vigua (Phalacrocorax brasilianus)
- Corythopis à collier (Corythopis torquata)
- Cotinga de Cayenne (Cotinga cayana)
- Cotinga de Daubenton (Cotinga cotinga)
- Cotinga ouette (Phoenicircus carnifex)
- Cotinga pompadour (Xipholena punicea)
- Coulicou à bec jaune (Coccyzus americanus). Rare/Accidentel.
- Coulicou de Vieillot (Coccyzus melacoryphus)
- Coulicou d'Euler (Coccyzus euleri). Rare/Accidentel.
- Coulicou manioc (Coccyzus minor)
- Courlan brun (Aramus guarauna)
- Courlis à long bec (Numenius americanus). Rare/Accidentel. Quasi menacé.
- Courlis corlieu (Numenius phaeopus)
- Crécerelle d'Amérique (Falco sparverius). Rare/Accidentel.

## D
- Dacnis à coiffe bleue (Dacnis lineata)
- Dacnis bleu (Dacnis cayana)
- Dendrocygne à ventre noir (Dendrocygna autumnalis)
- Dendrocygne fauve (Dendrocygna bicolor). Rare/Accidentel.
- Dendrocygne veuf (Dendrocygna viduata). Rare/Accidentel.
- Dryade à queue fourchue (Thalurania furcata)
- Duc à aigrettes (Lophostrix cristata)
- Dickcissel d'Amérique

## E
- Échasse d'Amérique (Himantopus mexicanus)
- Effraie des clochers (Tyto alba)
- Élanion à queue blanche (Elanus leucurus). Rare/Accidentel.
- Élanion perle (Gampsonyx swainsonii). Rare/Accidentel.
- Élénie à bec court (Elaenia parvirostris). Rare/Accidentel.
- Élénie à couronne d'or (Myiopagis flavivertex)
- Élénie à ventre jaune (Elaenia flavogaster)
- Élénie de Gaimard (Myiopagis gaimardii)
- Élénie grise (Myiopagis caniceps). Rare/Accidentel.
- Élénie huppée (Elaenia cristata)
- Élénie menue (Elaenia chiriquensis)
- Élénie tête-de-feu (Elaenia ruficeps). Rare/Accidentel.
- Émeraude orvert (Chlorostilbon mellisugus)
- Engoulevent à queue courte (Lurocalis semitorquatus)
- Engoulevent à queue étoilée (Caprimulgus maculicaudus)
- Engoulevent coré (Caprimulgus cayennensis)
- Engoulevent de Guyane (Caprimulgus maculosus). Rare/Accidentel. Données insuffisantes.
- Engoulevent leucopyge (Nyctiprogne leucopyga)
- Engoulevent minime (Chordeiles acutipennis)
- Engoulevent nacunda (Podager nacunda). Rare/Accidentel.
- Engoulevent noirâtre (Caprimulgus nigrescens)
- Engoulevent pauraqué (Nyctidromus albicollis)
- Engoulevent roux (Caprimulgus rufus)
- Engoulevent trifide (Hydropsalis climacocerca)
- Épervier à gorge rayée (Accipiter ventralis). Rare/Accidentel.
- Épervier bicolore (Accipiter bicolor)
- Épervier nain (Accipiter superciliosus)
- Érismature routoutou (Nomonyx dominica)
- Ermite à brins blancs (Phaethornis superciliosus)
- Ermite à long bec (Phaethornis malaris)
- Ermite d'Antonia (Threnetes niger)
- Ermite de Bourcier (Phaethornis bourcieri)
- Ermite hirsute (Glaucis hirsuta)
- Ermite nain (Phaethornis longuemareus). Endémique  (pays).
- Ermite roussâtre (Phaethornis ruber)
- Évêque bleu-noir (Cyanocompsa cyanoides)

## F
- Faucon crécerelle (Falco tinnunculus). Rare/Accidentel.
- Faucon des chauves-souris (Falco rufigularis)
- Faucon émerillon (Falco columbarius)
- Faucon orangé (Falco deiroleucus)
- Faucon pèlerin (Falco peregrinus)
- Flamant des Caraïbes (Phoenicopterus ruber). Rare/Accidentel.
- Fou à pieds rouges (Sula sula). Rare/Accidentel.
- Fou brun (Sula leucogaster). Rare/Accidentel.
- Fourmilier à gorge rousse (Gymnopithys rufigula)
- Fourmilier manikup (Pithys albifrons)
- Fourmilier perlé (Hylophylax punctulata). Rare/Accidentel.
- Fourmilier tacheté (Hylophylax naevia)
- Fourmilier zébré (Hylophylax poecilinota)
- Frégate superbe (Fregata magnificens)

## G
- Gallinule poule-d'eau (Gallinula chloropus)
- Geai de Cayenne (Cyanocorax cayanus)
- Géocoucou faisan (Dromococcyx phasianellus). Rare/Accidentel.
- Géocoucou pavonin (Dromococcyx pavoninus). Rare/Accidentel.
- Géocoucou tacheté (Tapera naevia)
- Gobemoucheron guyanais (Polioptila guianensis)
- Gobemoucheron tropical (Polioptila plumbea)
- Goéland brun (Larus fuscus). Rare/Accidentel.
- Goéland d'Amérique (Larus smithsonianus). Rare/Accidentel.
- Goéland dominicain (Larus dominicanus). Rare/Accidentel.
- Goéland marin (Larus marinus). Rare/Accidentel.
- Goglu des prés (Dolichonyx oryzivorus). Rare/Accidentel.
- Grallaire grand-beffroi (Myrmothera campanisona)
- Grallaire roi (Grallaria varia)
- Grallaire tachetée (Hylopezus macularius)
- Grand Batara (Taraba major)
- Grand Chevalier (Tringa melanoleuca)
- Grand Ibijau (Nyctibius grandis)
- Grand Jacamar (Jacamerops aureus)
- Grand Labbe (Stercorarius skua). Rare/Accidentel.
- Grand Tardivole (Emberizoides herbicola)
- Grand Tinamou (Tinamus major)
- Grand urubu (Cathartes melambrotus)
- Grand-duc d'Amérique (Bubo virginianus)
- Grande Aigrette (Ardea alba)
- Grèbe à bec bigarré (Podilymbus podiceps) Rare/Accidentel
- Grèbe minime (Tachybaptus dominicus)
- Grébifoulque d'Amérique (Heliornis fulica)
- Grimpar à bec courbe (Campylorhamphus procurvoides)
- Grimpar à collier (Dendrexetastes rufigula)
- Grimpar à gorge tachetée (Deconychura stictolaema)
- Grimpar à longue queue (Deconychura longicauda)
- Grimpar à menton blanc (Dendrocincla merula)
- Grimpar barré (Dendrocolaptes certhia)
- Grimpar bec-en-coin (Glyphorynchus spirurus)
- Grimpar cacao (Xiphorhynchus susurrans)
- Grimpar de Perrot (Hylexetastes perrotii)
- Grimpar des cabosses (Xiphorhynchus guttatus)
- Grimpar enfumé (Dendrocincla fuliginosa])
- Grimpar fauvette (Sittasomus griseicapillus)
- Grimpar flambé (Xiphorhynchus pardalotus)
- Grimpar géant (Xiphocolaptes promeropirhynchus). Rare/Accidentel .
- Grimpar lancéolé (Lepidocolaptes albolineatus)
- Grimpar nasican (Nasica longirostris). Rare/Accidentel.
- Grimpar strié (Xiphorhynchus obsoletus)
- Grimpar talapiot (Dendroplex picus)
- Grimpar varié (Dendrocolaptes picumnus)
- Grisin ardoisé (Cercomacra cinerascens)
- Grisin de Cayenne (Formicivora grisea)
- Grisin de Todd (Herpsilochmus stictocephalus)
- Grisin étoilé (Microrhopias quixensis)
- Grisin givré (Herpsilochmus sticturus)
- Grisin noirâtre (Cercomacra nigrescens). Rare/Accidentel.
- Grisin sombre (Cercomacra tyrannina)
- Grisin spodioptile (Terenura spodioptila)
- Grisin strié (Herpsilochmus dorsimaculatus). Rare/Accidentel.
- Grive fauve (Catharus fuscescens). Rare/Accidentel.
- Guifette noire (Chlidonias niger)
- Guit-guit à bec court (Cyanerpes nitidus). Rare/Accidentel.
- Guit-guit céruléen (Cyanerpes caeruleus)
- Guit-guit émeraude (Chlorophanes spiza)
- Guit-guit saï (Cyanerpes cyaneus)

## H
- Harpie féroce (Harpia harpyja). Quasi menacé.
- Harpie huppée (Morphnus guianensis). Quasi menacé.
- Héron agami (Agamia agami)
- Héron cocoi (Ardea cocoi)
- Héron coiffé (Pilherodius pileatus)
- Héron garde-bœufs (Bubulcus ibis)
- Héron strié (Butorides striata)
- Héron vert (Butorides virescens). Rare/Accidentel.
- Hibou des marais (Asio flammeus). Rare/Accidentel.
- Hibou strié (Pseudoscops clamator)
- Hirondelle à ailes blanches (Tachycineta albiventer)
- Hirondelle à ceinture blanche (Atticora fasciata)
- Hirondelle à cuisses blanches (Neochelidon tibialis)
- Hirondelle à front blanc (Petrochelidon pyrrhonota). Rare/Accidentel.
- Hirondelle à gorge rousse (Stelgidopteryx ruficollis)
- Hirondelle à ventre blanc (Progne dominicensis). Rare/Accidentel.
- Hirondelle bicolore (Tachycineta bicolor). Rare/Accidentel.
- Hirondelle bleu et blanc (Notiochelidon cyanoleuca). Rare/Accidentel.
- Hirondelle chalybée (Progne chalybea)
- Hirondelle de rivage (Riparia riparia)
- Hirondelle des torrents (Atticora melanoleuca)
- Hirondelle gracieuse (Progne elegans). Rare/Accidentel.
- Hirondelle rustique (Hirundo rustica)
- Hirondelle tapère (Progne tapera)
- Hoazin huppé (Opisthocomus hoazin)
- Hocco alector (Crax alector)
- Huîtrier d'Amérique (Haematopus palliatus). Rare/Accidentel.

## I-J
- Ibijau à ailes blanches (Nyctibius leucopterus). Rare/Accidentel.
- Ibijau à longue queue (Nyctibius aethereus). Rare/Accidentel.
- Ibijau gris (Nyctibius griseus)
- Ibijau roux (Nyctibius bracteatus). Rare/Accidentel.
- Ibis blanc (Eudocimus albus). Rare/Accidentel.
- Ibis mandore (Theristicus caudatus). Rare/Accidentel.
- Ibis rouge (Eudocimus ruber)
- Ibis vert (Mesembrinibis cayennensis)
- Iodopleure brun (Iodopleura fusca)
- Jabiru d'Amérique (Jabiru mycteria). Rare/Accidentel.
- Jacamar à bec jaune (Galbula albirostris)
- Jacamar à longue queue (Galbula dea)
- Jacamar à queue rousse (Galbula ruficauda). Rare/Accidentel.
- Jacamar à ventre blanc (Galbula leucogastra)
- Jacamar brun (Brachygalba lugubris)
- Jacamar vert (Galbula galbula)
- Jacana noir (Jacana jacana)
- Jacarini noir (Volatinia jacarina)

## K-L
- Kamichi cornu (Anhima cornuta). Rare/Accidentel.
- Labbe de McCormick (Stercorarius maccormicki). Rare/Accidentel.
- Labbe parasite (Stercorarius parasiticus). Rare/Accidentel.
- Labbe pomarin (Stercorarius pomarinus)

## M
- Macagua rieur (Herpetotheres cachinnans)
- Manakin à front blanc (Lepidothrix serena)
- Manakin à gorge blanche (Corapipo gutturalis)
- Manakin à panache doré (Neopelma chrysocephalum). Rare/Accidentel.
- Manakin à tête blanche (Dixiphia pipra)
- Manakin à tête d'or (Pipra erythrocephala)
- Manakin auréole (Pipra aureola)
- Manakin cannelle (Neopipo cinnamomea). Rare/Accidentel.
- Manakin casse-noisette (Manacus manacus)
- Manakin minuscule (Tyranneutes virescens)
- Manakin noir (Xenopipo atronitens). Rare/Accidentel.
- Manakin tijé (Chiroxiphia pareola)
- Mango à cravate noire (Anthracothorax nigricollis)
- Mango à cravate verte (Anthracothorax viridigula)
- Marouette à sourcils blancs (Porzana flaviventer)
- Marouette plombée (Porzana albicollis)
- Martinet à collier blanc (Streptoprocne zonaris)
- Martinet à ventre blanc (Tachymarptis melba). Rare/Accidentel.
- Martinet claudia (Tachornis squamata)
- Martinet d'André (Chaetura andrei). Rare/Accidentel.
- Martinet de Cayenne (Panyptila cayennensis)
- Martinet de Chapman (Chaetura chapmani)
- Martinet polioure (Chaetura brachyura)
- Martinet ramoneur (Chaetura pelagica). Rare/Accidentel.
- Martinet spinicaude (Chaetura spinicaudus)
- Martin-pêcheur à ventre roux (Ceryle torquatus)
- Martin-pêcheur bicolore (Chloroceryle inda)
- Martin-pêcheur d'Amazonie (Chloroceryle amazona)
- Martin-pêcheur nain (Chloroceryle aenea)
- Martin-pêcheur vert (Chloroceryle americana)
- Maubèche des champs (Bartramia longicauda)
- Merle à bec noir (Turdus ignobilis)
- Merle à col blanc (Turdus albicollis)
- Merle à lunettes (Turdus nudigenis)
- Merle cacao (Turdus fumigatus)
- Merle leucomèle (Turdus leucomelas)
- Microbate à collier (Microbates collaris)
- Microbate à long bec (Ramphocaenus melanurus)
- Microtyran à queue courte (Myiornis ecaudatus)
- Microtyran bifascié (Lophotriccus vitiosus). Rare/Accidentel.
- Microtyran casqué (Lophotriccus galeatus)
- Milan à long bec (Rostrhamus hamatus)
- Milan à queue fourchue (Elanoides forficatus)
- Milan bec-en-croc (Chondrohierax uncinatus)
- Milan bidenté (Harpagus bidentatus)
- Milan bleuâtre (Ictinia plumbea)
- Milan de Cayenne (Leptodon cayanensis)
- Milan des marais (Rostrhamus sociabilis)
- Milan diodon (Harpagus diodon)
- Moineau domestique (Passer domesticus). Espèce introduite.
- Moqueur des savanes (Mimus gilvus)
- Motmot houtouc (Momotus momota)
- Moucherolle à bavette blanche (Contopus albogularis)
- Moucherolle à côtés olive (Contopus cooperi). Rare/Accidentel.
- Moucherolle à longs brins (Colonia colonus)
- Moucherolle à tête blanche (Arundinicola leucocephala)
- Moucherolle barbichon (Myiobius barbatus)
- Moucherolle cendré (Contopus cinereus)
- Moucherolle d'Euler (Lathrotriccus euleri)
- Moucherolle fascié (Myiophobus fasciatus)
- Moucherolle fuligineux (Cnemotriccus fuscatus)
- Moucherolle hirondelle (Hirundinea ferruginea)
- Moucherolle pie (Fluvicola pica)
- Moucherolle riverain (Ochthornis littoralis). Rare/Accidentel.
- Moucherolle rougequeue (Terenotriccus erythrurus)
- Moucherolle royal (Onychorhynchus coronatus)
- Mouette atricille (Larus atricilla)
- Mouette de Franklin (Larus pipixcan). Rare/Accidentel.
- Mouette de Sabine (Xema sabini). Rare/Accidentel.
- Mouette pygmée (Larus minutus). Rare/Accidentel.
- Mouette rieuse (Chroicocephalus ridibundus). Rare/Accidentel.
- Mouette tridactyle (Rissa tridactyla). Rare/Accidentel.
- Myrmidon à flancs blancs (Myrmotherula axillaris)
- Myrmidon à ventre brun (Myrmotherula gutturalis)
- Myrmidon cravaté (Myrmotherula haematonota). Rare/Accidentel.
- Myrmidon de Behn (Myrmotherula behni). Rare/Accidentel.
- Myrmidon du Surinam (Myrmotherula surinamensis)
- Myrmidon gris (Myrmotherula menetriesii)
- Myrmidon longipenne (Myrmotherula longipennis)
- Myrmidon moucheté (Myrmotherula guttata)
- Myrmidon pygmée (Myrmotherula brachyura)

## N-O
- Noddi brun (Anous stolidus). Rare/Accidentel.
- Océanite cul-blanc (Oceanodroma leucorhoa)
- Océanite de Wilson (Oceanites oceanicus)
- Onoré fascié (Tigrisoma fasciatum). Rare/Accidentel.
- Onoré rayé (Tigrisoma lineatum)
- Onoré zigzag (Zebrilus undulatus). Rare/Accidentel.
- Organiste chlorotique (Euphonia chlorotica). Rare/Accidentel.
- Organiste cul-blanc (Euphonia minuta)
- Organiste de Finsch (Euphonia finschi)
- Organiste doré (Euphonia cyanocephala). Rare/Accidentel.
- Organiste fardé (Euphonia chrysopasta)
- Organiste nègre (Euphonia cayennensis)
- Organiste plombé (Euphonia plumbea)
- Organiste téïté (Euphonia violacea)
- Oriole à épaulettes (Icterus cayanensis)
- Oriole jaune (Icterus nigrogularis)
- Oriole moriche (Icterus chrysocephalus)
- Ortalide motmot (Ortalis motmot)
- Oxyrhynque huppé (Oxyruncus cristatus)

## P
- Palicour de Cayenne (Myrmornis torquata)
- Papegeai maillé (Deroptyus accipitrinus)
- Paroare rougecap (Paroaria gularis). Rare/Accidentel.
- Paruline à gorge grise (Oporornis agilis). Rare/Accidentel.
- Paruline à gorge orangée (Dendroica fusca). Rare/Accidentel.
- Paruline à joues noires (Parula pitiayumi). Rare/Accidentel.
- Paruline de Pelzeln (Granatellus pelzelni). Rare/Accidentel.
- Paruline des rives (Myiothlypis rivularis)
- Paruline des ruisseaux (Seiurus noveboracensis). Rare/Accidentel.
- Paruline équatoriale (Geothlypis aequinoctialis)
- Paruline flamboyante (Setophaga ruticilla). Rare/Accidentel.
- Paruline jaune (Dendroica petechia)
- Paruline obscure (Vermivora peregrina). Rare/Accidentel.
- Paruline orangée (Protonotaria citrea). Rare/Accidentel.
- Paruline rayée (Dendroica striata) Rare/Accidentel.
- Pélican brun (Pelecanus occidentalis). Rare/Accidentel.
- Pénélope à gorge bleue (Pipile cumanensis)
- Pénélope marail (Penelope marail)
- Petit Blongios (Ixobrychus exilis)
- Petit Chevalier (Tringa flavipes)
- Petit Fuligule (Aythya affinis). Rare/Accidentel.
- Petit Piaye (Piaya minuta)
- Petit Puffin (Puffinus assimilis). Rare/Accidentel.
- Petit-duc choliba (Megascops choliba)
- Petit-duc de Watson (Megascops watsonii)
- Petite Buse (Buteo platypterus)
- Petite Sterne (Sterna antillarum)
- Pétrel de Bulwer (Bulweria bulwerii)
- Phaéton à bec rouge (Phaethon aethereus). Rare/Accidentel.
- Piauhau hurleur (Lipaugus vociferans)
- Piaye à ventre noir (Piaya melanogaster)
- Piaye écureuil (Piaya cayana)
- Pic à chevron d'or (Melanerpes cruentatus)
- Pic à cou rouge (Campephilus rubricollis)
- Pic à cravate noire (Celeus torquatus)
- Pic à gorge jaune (Piculus flavigula)
- Pic affin (Veniliornis affinis)
- Pic de Cassin (Veniliornis cassini)
- Pic de Cayenne (Colaptes punctigula)
- Pic de Malherbe (Campephilus melanoleucos)
- Pic de Verreaux (Celeus grammicus). Rare/Accidentel.
- Pic dominicain (Melanerpes candidus)
- Pic jaune (Celeus flavus)
- Pic mordoré (Celeus elegans)
- Pic ondé (Celeus undatus)
- Pic or-olive (Piculus rubiginosus)
- Pic ouentou (Dryocopus lineatus)
- Pic passerin (Veniliornis passerinus)
- Pic rougeâtre (Veniliornis sanguineus)
- Pic vert-doré (Piculus chrysochloros)
- Picumne à ventre blanc (Picumnus spilogaster)
- Picumne de Buffon (Picumnus exilis)
- Picumne de Cayenne (Picumnus minutissimus). Endémique  (pays).
- Picumne frangé (Picumnus cirratus)
- Pigeon plombé (Patagioenas plumbea)
- Pigeon ramiret (Patagioenas speciosa)
- Pigeon rousset (Patagioenas cayennensis)
- Pigeon vineux (Patagioenas subvinacea)
- Pione à tête bleue (Pionus menstruus)
- Pione violette (Pionus fuscus)
- Pioui de l'Est (Contopus virens). Rare/Accidentel.
- Pipit jaunâtre (Anthus lutescens)
- Piprite verdin (Piprites chloris)
- Pipromorphe à tête brune (Leptopogon amaurocephalus)
- Pipromorphe de McConnell (Mionectes macconnelli)
- Pipromorphe roussâtre (Mionectes oleagineus)
- Platyrhynque à cimier blanc (Platyrinchus platyrhynchos)
- Platyrhynque à cimier orange (Platyrinchus saturatus)
- Platyrhynque à miroir (Tolmomyias assimilis)
- Platyrhynque à moustaches (Platyrinchus mystaceus)
- Platyrhynque à poitrine jaune (Tolmomyias flaviventris)
- Platyrhynque à tête d'or (Platyrinchus coronatus)
- Platyrhynque jaune-olive (Tolmomyias sulphurescens)
- Platyrhynque olivâtre (Rhynchocyclus olivaceus)
- Platyrhynque poliocéphale (Tolmomyias poliocephalus)
- Pluvier argenté (Pluvialis squatarola)
- Pluvier bronzé (Pluvialis dominica)
- Pluvier d'Azara (Charadrius collaris)
- Pluvier de Wilson (Charadrius wilsonia). Rare/Accidentel.
- Pluvier kildir (Charadrius vociferus). Rare/Accidentel.
- Pluvier semipalmé (Charadrius semipalmatus)
- Puffin cendré (Calonectris diomedea)
- Puffin des Anglais (Puffinus puffinus). Rare/Accidentel.
- Puffin majeur (Puffinus gravis). Rare/Accidentel.

## Q-R
- Quiscale merle (Quiscalus lugubris)
- Râle à bec peint (Neocrex erythrops). Rare/Accidentel.
- Râle à cou roux (Aramides axillaris)
- Râle brunoir (Laterallus melanophaius). Rare/Accidentel.
- Râle concolore (Amaurolimnas concolor). Rare/Accidentel.
- Râle de Cayenne (Aramides cajanea)
- Râle grêle (Laterallus exilis)
- Râle gris (Rallus longirostris)
- Râle kiolo (Anurolimnas viridis)
- Râle ocellé (Micropygia schomburgkii)
- Râle tacheté (Pardirallus maculatus). Rare/Accidentel.

## S
- Saltator ardoisé (Saltator grossus)
- Saltator des grands-bois (Saltator maximus)
- Saltator gris (Saltator coerulescens)
- Saphir à gorge rousse (Hylocharis sapphirina)
- Saphir azuré (Hylocharis cyanus)
- Sarcelle à ailes bleues (Anas discors)
- Sarcoramphe roi (Sarcoramphus papa)
- Savacou huppé (Cochlearius cochlearius)
- Sclérure à bec court (Sclerurus rufigularis)
- Sclérure à gorge rousse (Sclerurus mexicanus)
- Sclérure des ombres (Sclerurus caudacutus)
- Sicale bouton-d'or (Sicalis flaveola). Rare/Accidentel.
- Sicale des savanes (Sicalis luteola)
- Sittine à queue rousse (Xenops milleri). Rare/Accidentel.
- Sittine brune (Xenops minutus)
- Sittine des rameaux (Xenops tenuirostris). Rare/Accidentel.
- Sittine striée (Xenops rutilans). Rare/Accidentel.
- Smaragdan oreillard (Vireolanius leucotis)
- Sourciroux mélodieux (Cyclarhis gujanensis)
- Spatule rosée (Platalea ajaja)
- Sporophile à ailes blanches (Sporophila americana)
- Sporophile à ventre châtain (Sporophila castaneiventris)
- Sporophile à ventre jaune (Sporophila nigricollis). Rare/Accidentel.
- Sporophile bouveron (Sporophila lineola)
- Sporophile crassirostre (Oryzoborus crassirostris)
- Sporophile curio (Oryzoborus angolensis) - nom vulgaire: Picolette.
- Sporophile faux-bouvron (Sporophila bouvronides)
- Sporophile gris-de-plomb (Sporophila plumbea)
- Sporophile petit-louis (Sporophila minuta)
- Sterne à gros bec (Phaetusa simplex)
- Sterne argentée (Sterna superciliaris)
- Sterne caspienne (Sterna caspia). Rare/Accidentel.
- Sterne caugek (Sterna sandvicensis)
- Sterne de Dougall (Sterna dougallii)
- Sterne élégante (Sterna elegans). Rare/Accidentel. Quasi menacé.
- Sterne fuligineuse (Sterna fuscata). Rare/Accidentel.
- Sterne hansel (Sterna nilotica)
- Sterne pierregarin (Sterna hirundo)
- Sterne royale (Sterna maxima)
- Sturnelle des prés (Sturnella magna)
- Sturnelle militaire (Sturnella militaris)
- Sucrier à ventre jaune (Coereba flaveola)
- Synallaxe à gorge jaune (Certhiaxis cinnamomea)
- Synallaxe à ventre blanc (Mazaria propinqua). Rare/Accidentel.
- Synallaxe albane (Synallaxis albescens)
- Synallaxe ardent (Synallaxis rutilans). Rare/Accidentel.
- Synallaxe de Cayenne (Synallaxis gujanensis)
- Synallaxe de McConnell (Synallaxis macconnelli)
- Synallaxe ponctué (Thripophaga gutturata). Rare/Accidentel.

## T
- Talève favorite (Porphyrio flavirostris)
- Talève violacée (Porphyrio martinica)
- Tamatia à collier (Bucco capensis)
- Tamatia à gros bec (Notharchus macrorhynchos)
- Tamatia brun (Malacoptila fusca)
- Tamatia pie (Notharchus tectus)
- Tamatia tacheté (Bucco tamatia)
- Tangara à bec d'argent (Ramphocelus carbo)
- Tangara à camail (Schistochlamys melanopis)
- Tangara à crête fauve (Tachyphonus surinamus)
- Tangara à dos jaune (Hemithraupis flavicollis)
- Tangara à épaulettes blanches (Tachyphonus luctuosus)
- Tangara à galons blancs (Tachyphonus rufus)
- Tangara à galons rouges (Tachyphonus phoenicius)
- Tangara à huppe rouge (Tachyphonus cristatus)
- Tangara à tête grise (Eucometis penicillata)
- Tangara coiffe-noire (Nemosia pileata)
- Tangara cyanictère (Cyanicterus cyanicterus)
- Tangara des palmiers (Thraupis palmarum)
- Tangara évêque (Thraupis episcopus)
- Tangara guira (Hemithraupis guira)
- Tangara hirundinacé (Cypsnagra hirundinacea). Rare/Accidentel.
- Tangara mordoré (Lanio fulvus)
- Tangara noir et blanc (Lamprospiza melanoleuca)
- Tangara orangé (Piranga flava)
- Tangara pillurion (Cissopis leveriana). Rare/Accidentel.
- Tangara vermillon (Piranga rubra). Rare/Accidentel.
- Tantale d'Amérique (Mycteria americana)
- Tersine hirondelle (Tersina viridis)
- Tétéma colma (Formicarius colma)
- Tétéma coq-de-bois (Formicarius analis)
- Tinamou à pieds rouges (Crypturellus erythropus)
- Tinamou cendré (Crypturellus cinereus)
- Tinamou rubigineux (Crypturellus brevirostris). Rare/Accidentel.
- Tinamou soui (Crypturellus soui)
- Tinamou varié (Crypturellus variegatus)
- Tinamou vermiculé (Crypturellus undulatus). Rare/Accidentel.
- Tityre à tête noire (Tityra inquisitor)
- Tityre gris (Tityra cayana)
- Tityre masqué (Tityra semifasciata). Rare/Accidentel.
- Tocro de Guyane (Odontophorus gujanensis)
- Todirostre à front gris (Poecilotriccus fumifrons)
- Todirostre de Desmarest (Poecilotriccus sylvia)
- Todirostre de Joséphine (Hemitriccus josephinae)
- Todirostre de Snethlage (Hemitriccus minor)
- Todirostre familier (Todirostrum cinereum)
- Todirostre peint (Todirostrum pictum)
- Todirostre tacheté (Todirostrum maculatum)
- Todirostre zostérops (Hemitriccus zosterops)
- Tohi silencieux (Arremon taciturnus)
- Toucan à bec rouge (Ramphastos tucanus)
- Toucan toco (Ramphastos toco)
- Toucan vitellin (Ramphastos vitellinus)
- Toucanet de Derby (Aulacorhynchus derbianus). Rare/Accidentel.
- Toucanet de Natterer (Selenidera nattereri). Rare/Accidentel.
- Toucanet koulik (Selenidera culik)
- Toui à ailes variées (Brotogeris versicolurus)
- Touï  à queue pourprée (Touit purpurata)
- Touï  à sept couleurs (Touit batavica)
- Toui de Sclater (Forpus sclateri). Rare/Accidentel.
- Touï été (Forpus passerinus)
- Touï para (Brotogeris chrysopterus)
- Tournepierre à collier (Arenaria interpres)
- Tourterelle oreillarde (Zenaida auriculata)
- Troglodyte à face pâle (Thryothorus leucotis)
- Troglodyte à miroir (Donacobius atricapilla)
- Troglodyte à poitrine blanche (Henicorhina leucosticta)
- Troglodyte arada (Cyphorhinus arada)
- Troglodyte bambla (Microcerculus bambla)
- Troglodyte coraya (Thryothorus coraya)
- Troglodyte familier (Troglodytes aedon)
- Trogon à queue blanche (Trogon viridis)
- Trogon à queue noire (Trogon melanurus)
- Trogon aurore (Trogon rufus)
- Trogon rosalba (Trogon collaris)
- Trogon violacé (Trogon violaceus)
- Tyran à gorge blanche (Tyrannus albogularis)
- Tyran à gorge rayée (Myiozetetes luteiventris)
- Tyran à queue fauve (Ramphotrigon ruficauda)
- Tyran audacieux (Myiodynastes maculatus)
- Tyran de Cayenne (Myiozetetes cayanensis)
- Tyran de Pelzeln (Conopias parvus)
- Tyran de Swainson (Myiarchus swainsoni)
- Tyran de Wied (Myiarchus tyrannulus)
- Tyran des palmiers (Tyrannopsis sulphurea)
- Tyran des savanes (Tyrannus savana)
- Tyran féroce (Myiarchus ferox)
- Tyran gris (Tyrannus dominicensis)
- Tyran licteur (Philohydor lictor)
- Tyran mélancolique (Tyrannus melancholicus)
- Tyran olivâtre (Myiarchus tuberculifer)
- Tyran pirate (Legatus leucophaius)
- Tyran pitangua (Megarynchus pitangua)
- Tyran quiquivi (Pitangus sulphuratus)
- Tyran siffleur (Sirystes sibilator)
- Tyran tacheté (Empidonomus varius)
- Tyranneau à petits pieds (Zimmerius gracilipes)
- Tyranneau barbu (Polystictus pectoralis). Quasi menacé.
- Tyranneau des palétuviers (Sublegatus arenarum)
- Tyranneau flavéole (Capsiempis flaveola). Rare/Accidentel.
- Tyranneau givré (Inezia caudata)
- Tyranneau minute (Ornithion inerme)
- Tyranneau ombré (Sublegatus obscurior)
- Tyranneau passegris (Camptostoma obsoletum)
- Tyranneau roitelet (Tyrannulus elatus)
- Tyranneau souris (Phaeomyias murina)
- Tyranneau verdâtre (Phylloscartes virescens). Rare/Accidentel.

## U-V
- Urubu à tête jaune (Cathartes burrovianus)
- Urubu à tête rouge (Cathartes aura)
- Urubu noir (Coragyps atratus)
- Vacher géant (Molothrus oryzivorus)
- Vacher luisant (Molothrus bonariensis)
- Vanneau de Cayenne (Vanellus cayanus). Rare/Accidentel.
- Vanneau téro (Vanellus chilensis). Rare/Accidentel.
- Viréo à moustaches (Vireo altiloquus). Rare/Accidentel.
- Viréo aux yeux rouges (Vireo olivaceus)
- Viréon à calotte rousse (Hylophilus ochraceiceps)
- Viréon à gorge grise (Hylophilus semicinereus)
- Viréon à plastron (Hylophilus thoracicus)
- Viréon à tête cendrée (Hylophilus pectoralis)
- Viréon fardé (Hylophilus muscicapinus)